# رئيس وزراء الدنمارك
رئيس وزراء الدنمارك هو رئيس الحكومة في مملكة الدنمارك التي تتألف من البلدان الثلاثة المكونة: الدنمارك وجرينلاند وجزر فارو. قبل إنشاء المنصب الحديث، لم يكن للمملكة في البداية رئيس حكومة منفصل عن رئيس الدولة، أي الملك، الذي كانت السلطة التنفيذية منوطة به. أسس دستور عام 1849 نظامًا ملكيًا دستوريًا من خلال الحد من سلطات الملك وإنشاء منصب رئيس الوزراء، وكان أول من تولى هذا المنصب هو آدم فيلهلم مولتكه.
يرأس رئيس الوزراء مجلس الوزراء الذي يتم تعيينه رسميًا من قبل الملك. في الممارسة العملية، يتم تحديد تعيين رئيس الوزراء من خلال دعمه في البرلمان الوطني. منذ بداية القرن العشرين، لم يتمكن حزب واحد من الحصول على الأغلبية في البرلمان، لذلك يتعين على رئيس الوزراء أن يرأس ائتلافًا من الأحزاب السياسية، بالإضافة إلى حزبه الخاص. وعلاوة على ذلك، لم تتمتع سوى أربع حكومات ائتلافية منذ الحرب العالمية الثانية بالأغلبية في البرلمان، وبالتالي يتعين على الائتلافات (ورئيس الوزراء) أن تحصل أيضاً على دعم فضفاض من الأحزاب الصغيرة الأخرى.
رئيسة وزراء الدنمارك الحالية هي ميتي فريدريكسن، منذ 27 يونيو 2019. منذ عام 2022 تتكون حكومتها من الديمقراطيين الاجتماعيين، والحزب الليبرالي، والمعتدلين.

## تاريخ

#### التأسيس
في الفترة ما بين عام 1699 وعام 1730 تقريبًا، كان أعلى منصب حكومي غير ملكي يُعرف بلقب "المستشار الأعظم". ثم تغيّر الاسم إلى "وزير الدولة" بين عامي 1730 و1848. ورغم أن هذه الألقاب كانت بمثابة مقدمة لمنصب رئيس الوزراء الحديث، إلا أن المستشار الأعظم ووزير الدولة لم يكونا بمثابة رؤساء حكومة رسميين. فقد احتفظ الملك بالسلطة التنفيذية المطلقة منذ عام 1661، وظل يحكم بهذه الصلاحيات حتى صدور الدستور الليبرالي في أوائل القرن التاسع عشر.
تم استحداث منصب رئيس الوزراء كجزء من الملكية الدستورية التي أُقرت عام 1848، وتم ترسيخها رسميًا في دستور الدنمارك الصادر في 5 يونيو 1849. أسس الدستور الجديد نظامًا برلمانيًا يتضمن برلمانًا ثنائي المجلس، إلى جانب هيئة رئاسة المجلس التي ترأسها رئيس المجلس، والتي تُعد السلف المباشر لمنصب رئيس الوزراء الحديث. كان آدم فيلهلم مولتكه أول من شغل هذا المنصب، حيث تولى السلطة في 22 مارس 1848. كما حمل مولتكه وخليفته التاليان لقب "رئيس الوزراء"، الذي يُترجم إلى "رئيس الوزراء".
منذ عام 1855 فصاعدًا، أصبح رئيس الوزراء معروفًا باسم رئيس المجلس. أصبح كارل كريستيان هول أول رئيس وزراء/رئيس مجلس يقود حزبًا سياسيًا (الحزب الليبرالي الوطني).

#### مكتب رئيس الوزراء
تأسس مكتب رئيس الوزراء الحديث في الأول من يناير عام 1914، عندما تم إنشاء هيئة رئاسة المجلس كإدارة تابعة لرئيس الوزراء، بينما كانت موجودة في السابق كمجلس غير رسمي يجمعه رئيس الوزراء. تغير لقب رئيس الوزراء مرة أخرى في عام 1918 تحت رئاسة كارل ثيودور زحلة، فأصبح يُلقب بـ "وزير الدولة" (تماشياً مع جيرانه الاسكندنافيين، النرويج والسويد)، وبقي كذلك حتى الآن.
بحلول منتصف القرن التاسع عشر، نشأ نظام حزبي قوي، حيث كان معظم رؤساء الوزراء من زعماء الحزبيين الرئيسيين. اليسار أو اليمين، بحلول عام 1924 أصبح الديمقراطيون الاجتماعيون الحزب الأكبر.
خلال السنوات الأولى من احتلال الدنمارك، تعاونت حكومتا رئيسي الوزراء فيلهلم بوهل ثم إريك سكافينيوس مع المحتلين النازيين. في 29 أغسطس 1943، استقالت الحكومة الدنماركية، رافضة منح المزيد من التنازلات لألمانيا النازية. كانت جميع العمليات الحكومية تقع على عاتق الأمناء الدائمين للإدارات الفردية، واستمر هذا الترتيب حتى تحرير الدنمارك في 5 مايو 1945. وبما أن الملك كريستيان العاشر لم يقبل استقالة الحكومة، فقد ظلت قائمة بحكم القانون حتى تشكيل حكومة جديدة في 5 مايو/أيار 1945.
لقد هيمن رؤساء الوزراء من الحزب الديمقراطي الاجتماعي على القرن العشرين، حيث قادوا ائتلافات يسارية، وظل رؤساء الوزراء من الحزب الديمقراطي الاجتماعي في السلطة بشكل متواصل تقريباً من عام 1924 إلى عام 1982. أول رئيس وزراء من حزب الشعب المحافظ، بول شلوتر، وصل إلى السلطة كرئيس لائتلاف واسع من يمين الوسط في عام 1982. حكم ائتلاف يمين الوسط حتى عام 1993، واستمر لمدة أحد عشر عامًا، مما جعله أطول حكومة يمين وسط في تاريخ الدنمارك منذ عشرينيات القرن العشرين.
في نوفمبر 2001، خسر الائتلاف اليساري في البرلمان السويدي مقاعد لصالح الائتلاف اليميني بقيادة حزب الليبرالي، منهيا حكمهم الذي دام ثماني سنوات.الحزب الليبرالي الدنماركي أصبح الحزب الأكبر منذ عام 1924. أندرس فوغ راسموسن، زعيم الليبراليين شغل منصب رئيس الوزراء من عام 2001 إلى أبريل 2009. تألفت حكومته الائتلافية من الحزب الليبرالي الدنماركي وحزب الشعب المحافظ، بدعم برلماني من حزب الشعب الدنماركي المحافظ الوطني. في 5 أبريل 2009، استقال راسموسن ليصبح الأمين العام لحلف شمال الأطلسي، تاركًا منصب وزير المالية ونائب رئيس الحزب الليبرالي الدنماركي لارس لوك راسموسن رئيسًا للوزراء.
في أعقاب انتخابات سبتمبر/أيلول 2011، خسر اليمين بفارق ضئيل أمام ائتلاف يسار الوسط المعارض بقيادة هيلي ثورنينج شميت التي شكلت في 3 أكتوبر/تشرين الأول 2011 حكومة جديدة تتألف في البداية من الديمقراطيين الاجتماعيين والحزب الليبرالي الاجتماعي الدنماركي وحزب الشعب الاشتراكي. بعد هزيمة الانتخابات العامة، استقالت ثورنينج شميت من منصب رئيس الوزراء في يونيو 2015 وخلفها لارس لوك راسموسن، الذي ترأس حكومة أقلية تتكون بالكامل من وزراء من الحزب الليبرالي الدنماركي.
عاد الحزب الديمقراطي الاجتماعي إلى السلطة بعد انتخابات عام 2019، وتولت ميتي فريدريكسن منصب رئيسة الوزراء.

## الدور والسلطة
ينص دستور الدنمارك على أن الملك، الذي هو رئيس الدولة، يتمتع بالسلطة العليا ويمارس هذه السلطة من خلال وزرائه. مع ذلك، فإن الدور الذي يلعبه الملك في العصر الحديث هو دور رمزي فقط. ويعين الملك الوزراء ويقيلهم رسميا، بما في ذلك رئيس الوزراء. ومع ذلك، فإن أي عمل يقوم به الملك يتطلب توقيعًا مشتركًا من أحد الوزراء. ومن المبادئ في الأدب الدستوري الدنماركي أيضًا أن "السلطة تتبع المسؤولية"، وكون الملك خاليًا من المسؤولية يعني أنه لا يتمتع بسلطة حقيقية. في حالة تعيين الوزراء يكون بتوقيع رئيس الوزراء. وهذا يعني أن سلطة تعيين الوزراء تقع عمليا بالكامل على عاتق رئيس الوزراء وليس الملك.
على الرغم من كونه السياسي الرائد في البلاد، فإن رئيس الوزراء لا يتمتع بالقوة التي يتمتع بها رؤساء الوزراء الآخرون في أوروبا. يرجع هذا في المقام الأول إلى أنه يكاد يكون من المستحيل على حزب واحد الحصول على أغلبية المقاعد في البرلمان، وبالتالي فإن الحكومة تكون دائمًا إما حكومة ائتلافية أو حكومة أقلية مكونة من حزب واحد. لم يتمكن أي حزب دنمركي من الفوز بالأغلبية منذ عام 1901، وحتى خلال معظم تلك الفترة لم يكن هناك حتى ائتلاف أغلبية. بسبب صلاحياتهم المحدودة، فإن رئيس الوزراء هو الأول بين المتساوين. على النقيض من معظم نظرائهم، لا يمكن لرؤساء الوزراء الدنماركيين أبدا أن يكونوا على يقين من أن أجندتهم سوف تمر، ويجب عليهم أن يجمعوا الأغلبية لكل قطعة من التشريعات.
الملك يعين رسميًا جميع وزراء الحكومة بحرية وفقًا للدستور، إلا أن الملوك في الممارسة العملية لا يختارون رئيس الوزراء تقليديًا إلا بعد أن يحصل الزعيم على دعم الأغلبية في البرلمان. وقد كان هذا هو الحال منذ أن أصبح النظام البرلماني هو العرف السائد بعد أزمة عيد الفصح في عام 1920. تمت إضافة النظام البرلماني إلى الدستور في عام 1953 في المادة 15. اليوم، يعني هذا أن الملك، بناء على مسؤولية رئيس الوزراء المستقيل، لا يستطيع تعيين رئيس وزراء جديد، ويتوقع أن يقابل ذلك بتصويت ناجح بحجب الثقة.  : 70-71 في ظل عدم تمكن أي حزب من الحصول على الأغلبية منذ أكثر من قرن، بدأت الأحزاب تشكل تحالفات. وعادة ما ينضم الديمقراطيون الاجتماعيون إلى أحزاب يسار الوسط، وينضم حزب فينستر إلى أحزاب يمين الوسط. بعد الانتخابات عندما لا يكون هناك زعيم واضح، يعقد الملك "اجتماعًا للملك/الملكة" حيث يتم تعيين زعيم التحالف الأكبر والحزب الأكبر داخل هذا التحالف - عادةً الديمقراطيون الاجتماعيون أو حزب الليبراليين - كرئيس وزراء منتخب بعد سلسلة من المناقشات والاتفاقات. "المحقق/الممتحن الملكي"). ويقوم رئيس الوزراء المنتخب الجديد، بالاشتراك مع زعماء الأحزاب الصغيرة، باختيار الوزراء لتشكيل حكومة ائتلافية جديدة، والتي يتم تقديمها إلى الملك. يُسمح للحكومة بتولي منصبها دون تصويت الثقة، ويُسمح لها بالبقاء في منصبها طالما لم تخسر تصويتًا بحجب الثقة.
يرأس رئيس مجلس الوزراء الاجتماعات الأسبوعية لمجلس الوزراء، وله صلاحية تحديد جدول أعمال هذه الاجتماعات. يقوم رئيس الوزراء تقليديًا بجمع وزارة حكومية تُعرف باسم "وزارة دولة الدنمارك" أو مكتب رئيس الوزراء. وعلى خلاف الوزارات الدنماركية، لا توجد لدى هذه الوزارة أي مجالس أو هيئات أو لجان مرتبطة بها، ومسؤوليتها الوحيدة تقريباً هي العمل كأمانة لرئيس الوزراء. هناك قسم صغير تحت الوزارة يتولى الاهتمام بالقضايا القانونية الخاصة التي لا تغطيها الوزارات الأخرى، من بين أمور أخرى علاقة جرينلاند وجزر فارو بالنظام الملكي، واتصال وسائل الإعلام بالدولة، وعدد الوزراء في الحكومة، أو الوضع القانوني للملكة مارغريت الثانية كمواطنة مدنية.
يتمتع رئيس الوزراء بسلطة اختيار حل البرلمان والدعوة إلى انتخابات جديدة (على الرغم من أن الملك هو الذي يتولى هذه المهمة رسميًا)، وهو ما يلتزم به رئيس الوزراء خلال أربع سنوات من الانتخابات السابقة. وعلى الرغم من ذلك، ليس لرئيس الوزراء أي رأي فيما يتعلق بالمناطق المتمتعة بالحكم الذاتي في الدنمارك، جزر فارو وجرينلاند، بينما يتمتع البرلمان بذلك من ناحية أخرى، حيث يجب التصديق على جميع القوانين التي يقرها برلمانا جزر فارو وجرينلاند من قبل البرلمان.
هناك ضوابط على سلطة رئيس الوزراء. إذا سحب البرلمان الثقة من رئيس الوزراء الحالي، فيجب على رئيس الوزراء إما الاستقالة مع الحكومة بأكملها أو الدعوة إلى انتخابات جديدة. عندما يستقيل رئيس وزراء أو يموت أو يضطر إلى ترك منصبه، يطلب الملك منه (أو في حالة الوفاة، من الزعيم المتاح التالي في الائتلاف) إبقاء الحكومة كحكومة انتقالية حتى يتم انتخاب خليفة له.

## وسائل الراحة
يقع مكتب رئيس الوزراء داخل قصر كريستيانسبورج، إلى جانب البرلمان والمحاكم، والمكاتب الحكومية، بما في ذلك وزارة دولة الدنمارك.
المقر الصيفي الرسمي لرئيس الوزراء هو ماريينبورج، وهو عقار يعود تاريخه إلى القرن الثامن عشر استحوذت عليه الدولة. تقع على شاطئ بحيرة باجزفيرد على بعد 20 كم شمال كوبنهاجن. وقد كان بمثابة مقر إقامة صيفي رسمي لعشرة رؤساء وزراء منذ عام 1960. يتم استخدام مارينبورج بشكل متكرر للمؤتمرات الحكومية والقمم غير الرسمية بين الحكومة والصناعة والمنظمات في الدنمارك.